# Internering van Japanse Amerikanen
De internering van Japanse Amerikanen verwijst naar de gedwongen verhuizing en internering van ongeveer 120.000 Japanners en Amerikaanse burgers van Japanse komaf in de Verenigde Staten tijdens de Tweede Wereldoorlog.

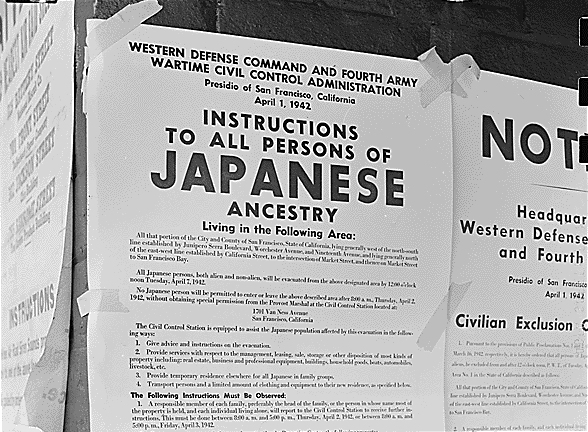
Poster met decreet tot herlocatie

Na de aanval op Pearl Harbor in december 1941, raakten de Verenigde Staten officieel betrokken in de Tweede Wereldoorlog. Op 19 februari 1942 ondertekende president Franklin D. Roosevelt Executive Order 9066 op grond waarvan grote delen van de Pacific tot oorlogsgebied verklaard werden.

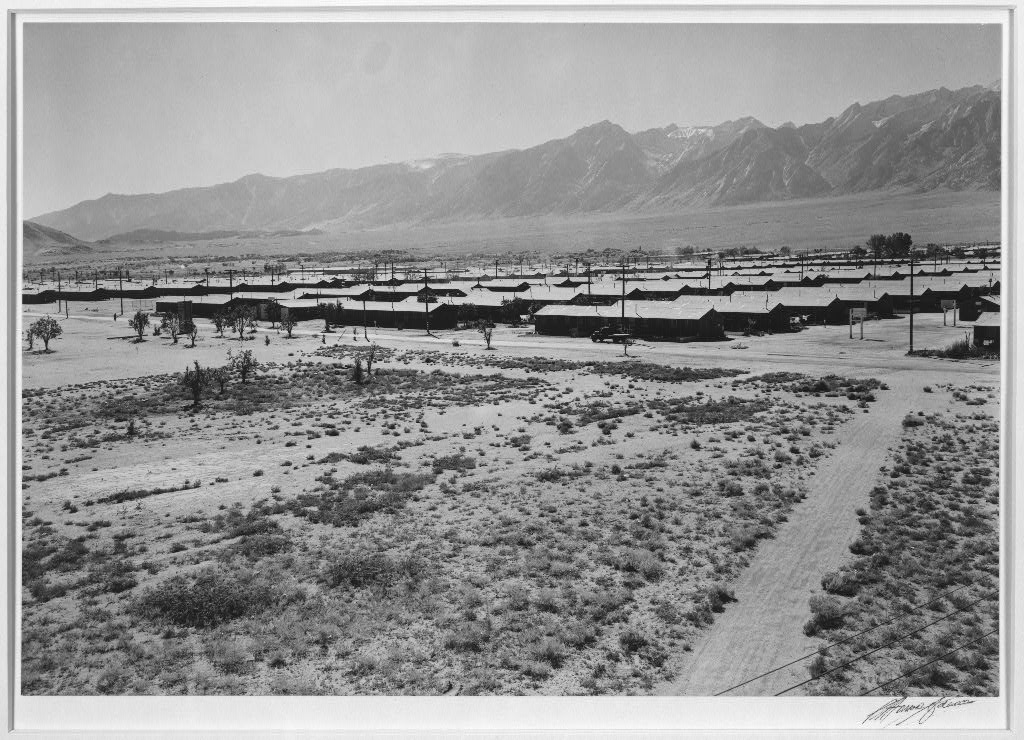
Manzanar War Relocation Center

Ook Amerikaanse staten aan de westkust vielen hieronder. Alle bewoners van Californië, west-Oregon, en Washington en een deel van zuid-Arizona met voorouders van Japanse komaf werden door de War Relocation Authority in interneringskampen opgesloten. Het Amerikaans Hooggerechtshof verklaarde deze maatregel gewettigd. Toch was hij raciaal geïnspireerd, want er golden geen gelijkaardige maatregelen voor Amerikanen van Duitse oorsprong.
Tot in 1945 leefden hele gezinnen in barakken in de geïsoleerde kampen die bewaakt werden door Amerikaanse soldaten. Hun bezittingen raakten zij kwijt. Na de oorlog kregen zij onder strenge voorwaarden een kleine compensatie. 
Vanaf 1944 konden de geïnterneerden de kampen verlaten, maar ze mochten tot aan de Japanse capitulatie nog niet terugkeren naar de exclusion zones. Ze waaierden uit over het land en zo had de internering het onvoorziene bijeffect, dat de Japanners veel beter integreerden in de Amerikaanse maatschappij dan voor de oorlog.
Vanaf de jaren 60 kwam er kritiek op de destijds genomen maatregelen. Er werd steeds meer bekend over de feiten en achtergronden, vooral door het onderzoek van de Universiteit van Chicago onder leiding van de gezaghebbende socioloog Dorothy Swaine Thomas, weduwe van William Thomas. Haar team sprak met betrokkenen en bestudeerde ego-documenten, zoals het dagboek van Charles Kikuchi, dat in 1973 ook een publiekseditie kreeg. Zo gingen veel Amerikanen anders naar de gebeurtenissen kijken, en in 1992 werd er per betrokkene een vergoeding van 20.000 dollar uitgekeerd. 

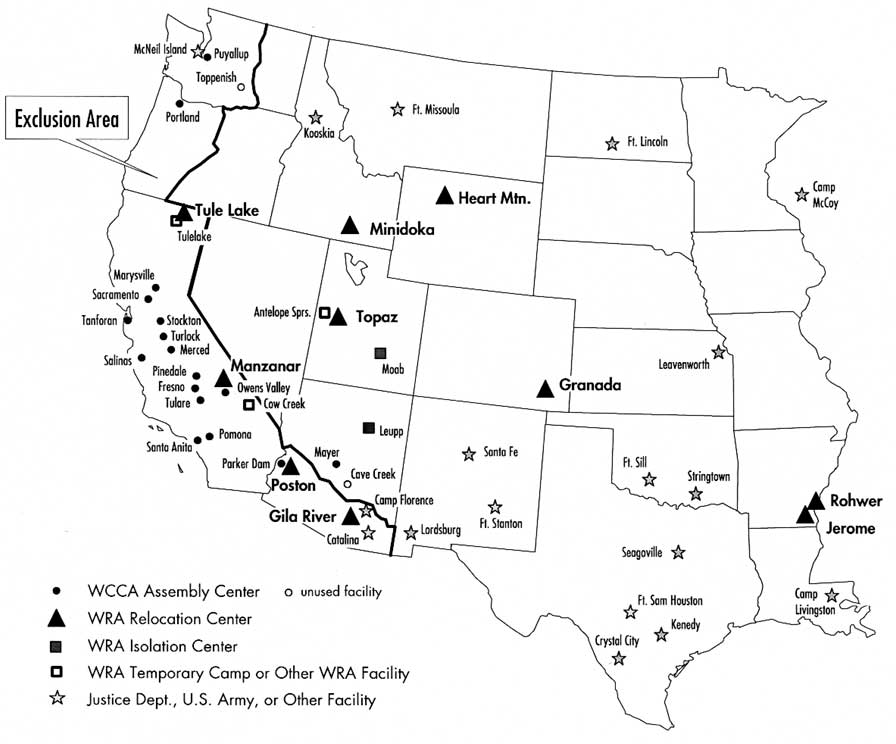
Kaart met interneringskampen en faciliteiten

## Lijst van interneringskampen
- Gila River War Relocation Center, Arizona
- Granada War Relocation Center, Colorado (ook bekend als "Amache")
- Heart Mountain War Relocation Center, Wyoming
- Jerome War Relocation Center, Arkansas
- Manzanar War Relocation Center, Californië
- Minidoka War Relocation Center, Idaho
- Poston War Relocation Center, Arizona
- Rohwer War Relocation Center, Arkansas
- Topaz War Relocation Center, Utah
- Tule Lake War Relocation Center Californië
- Honolulu Internment camp, Hawaii